# Juan Canaro
Juan Canaro (San José; Uruguay; 23 de junio de 1892 - Mar del Plata, Buenos Aires, Argentina; 16 de marzo de 1977) fue un popular cantor, director, bandoneonista y compositor uruguayo radicado en Argentina. Sus hermanos fueron los directores de orquesta Francisco Canaro y Rafael Canaro.

## Carrera
En 1907, su vecino y gran amigo Vicente Fiorentino, que ya tocaba el violín en pequeños conjuntos, lo instó a Juan para que se dedicara a estudiar el bandoneón, enseñándole algunas tonalidades simples por cifras. Después de mucho esforzarse consiguió aprender dos temas. Seguía estudiando pero sin atreverse a debutar en público. Lo hizo en unas romerías junto a Vicente Fiorentino (violín) y Luis Martínez (Papanova) en guitarra. Superado el trance tocaron luego en Junín y Pergamino.
Juan Canaro debutó en 1917 como bandoneonista de la orquesta de su hermano Francisco, que actuaba por entonces en el cabaré Royal Pigall. Juan ya había compuesto su primer tango, Mano brava, que dedicó al bandoneonista Minotto Di Cicco) y fue estrenado en Montevideo en 1915. 
Muchos años estuvo en la formación de su famoso hermano con quien viajó a París en 1925 y a Nueva York al año siguiente. Volvió a Francia desde Norteamérica, y con su hermano Rafael Canaro se puso al frente de una orquesta con la que recorrió varios países de Europa luchando por el tango hasta el año 1931.
Al volver a Buenos Aires hizo radio con el conjunto de su nombre, amenizando además bailes y boites. Siempre con formación propia recorrió toda América y en 1954 llegóse hasta Japón, actuando con gran éxito.
Con su orquesta grabó en las marcas Victor, Odeon y Pampa; en ellas cantaron celebradas cancionistas como las hermanas Violeta y Lidia Desmond, María de la Fuente, Irma Flores, Dorita Verdi, Susy Leiva y los cantores Aldo Campoamor, Fernando Díaz, y Roberto Arrieta.
Hizo varias composiciones contando por colaboradores a Juan Andrés Caruso, Jesús Fernández Blanco, Carlos Pesce, Osvaldo Sosa Cordero y Fernando Ochoa.
Amigo íntimo de Carlos Gardel, el cantor inolvidable dejó impresos con su voz sus tangos Desengaño, El pinche, Camarada y La brisa, letras de Caruso.

## Composiciones[7]
- Mano brava
- Ave María
- El copete
- El atorrante
- El bacarat
- Clavelito
- Un capricho
- Desengaño
- Camarada
- La brisa
- El pinche
- Estela
- Mi petite
- Ahí va el dulce
- Cuando yo era pibe
- Copa de ajenjo
- El sabio
- Abuelita
- Santa Paula
- Lágrimas de amor
- Campo
- Pipistrela
- A su majestad
- Bendita seas
- El pangaré
- Y a mí qué
- Sueño de muñeca
- Quejas
- Lo que vieron mis ojos
- La noche que me esperes